# Adel Bencherif
Adel Bencherif (ur. 30 maja 1975 w Saint-Maurice) – francuski aktor filmowy i telewizyjny pochodzenia algierskiego.
Adel Bencherif spędził dzieciństwo i młodość w Grenoble w dzielnicy Villeneuve. W wieku dwudziestu lat wyjechał z Grenoble i kształcił swój warsztat aktorski w Paryżu, a jego nauczycielem był Damien Acoca. Następnie pojawił się na ekranach w filmach krótkometrażowych.

## Filmografia
- 2004: Safia i Sara (Safia et Sarah) jako młody mieszkaniec miasta
- 2005: Czarna noc 17 października 1961 (Nuit noire, 17 octobre 1961) jako poborca
- 2006: Zakochany Paryż (Paris, je t'aim) jako złodziej gitary
- 2006: Sadze (Cages)
- 2007: Kanibale (Frontière(s)) jako Sami
- 2007: Andaluzja (Andalucia) jako Farid
- 2009: Prorok (Un Prophète) jako Ryad
- 2010: Ludzie Boga (Des hommes et des dieux) jako terrorysta